# Alfred Gola
Alfred Gola (ur. 1 grudnia 1928 w Katowicach, zm. 30 października 2022 tamże) – polski lekarz, specjalista chorób wewnętrznych, hematolog, profesor doktor habilitowany nauk medycznych.

## Życiorys
Urodzony 1 grudnia 1928 w Katowicach. W 1967 obronił doktorat, w 1976 uzyskał stopień doktora habilitowanego, w 1978 został docentem na Wydziale Pielęgniarskim Akademii Medycznej we Wrocławiu, natomiast w 1990 uzyskał tytuł profesora zwyczajnego. Prodziekan Wydziału Pielęgniarskiego Akademii Medycznej we Wrocławiu przez dwie kadencje (1981-1984 oraz 1984-1987).

## Publikacje
Autor ponad 104 publikacji:
- Miażdżyca. Choroby kobiece. (Edward Szczeklik i Alfred Gola (red.)), 1966
- Chemia kliniczna: teoria i praktyka. 1971 (współtłumacz)
- Badania nad składem lipidów leukocytów i osocza w białaczkach oraz w chorobach nienowotworowych, 1978
- Dyskrazje plazmocytowe i gammopatie monoklonalne, 1989

## Nagrody i odznaczenia
- Złoty Krzyż Zasługi (1977)[2]
- Medal 40-lecia Polski Ludowej[2]
- Srebrna Odznaka Honorowa Academia Medica Wratislaviensis[2]